# Proechimys roberti
Proechimys roberti és una espècie de mamífer rosegador de la família de les rates espinoses. És endèmic del Brasil, on viu a altituds de fins a 1.000 msnm. El seu hàbitat natural són els boscos de galeria. És una espècie en risc mínim, és a dir, no sembla que hi hagi cap amenaça significativa per a la seva supervivència.
Aquest tàxon fou anomenat en honor del col·leccionista francès Alphonse Robert.